# Albo d'oro della Gamma Ethniki
Questa pagina raccoglie l'elenco delle squadre vincitrici della Gamma Ethniki.

## Albo d'oro

### Dal 1965 al 1967 Beta Ethniki Erasitechniki
| Stagione  | Gruppo 1         | Gruppo 2    | Gruppo 3                   | Gruppo 4                 |
| --------- | ---------------- | ----------- | -------------------------- | ------------------------ |
| 1965-1966 | Ergotelīs        | Levadeiakos | Megas Alexandros Salonicco | Ethnikos Alexandroupolis |
| 1966-1967 | Asteras Zografou | AEK Faliros | Thermaïkos Salonicco       | Elpida Drama             |

### Dal 1968 al 1977 Idiko Erasitechniko Protathlema (qualificazioni alla Beta Ethniki)
| Stagione | Gruppo 1                   | Gruppo 2             | Gruppo 3              | Gruppo 4          | Gruppo 5        | Gruppo 6      | Gruppo 7        | Gruppo 8          | Gruppo 9          |
| -------- | -------------------------- | -------------------- | --------------------- | ----------------- | --------------- | ------------- | --------------- | ----------------- | ----------------- |
| 1968     | Megas Alexandros Salonicco | Argonaftis Pireo     |                       |                   |                 |               |                 |                   |                   |
| 1969     | Anagennīsī Karditsa        | Anagennisi Arta      |                       |                   |                 |               |                 |                   |                   |
| 1970     | Pandramaïkos               | Apollon Kryas Vrysis | Karditsa              | Panaspropyrgiakos | Ergotelīs       | Panargeiakos  |                 |                   |                   |
| 1971     | Orestis Orestiada          | Naoussa              | Orcomeno              | Rouf              | Orfeas Egaleo   | Panīleiakos   |                 |                   |                   |
| 1972     | Anagennīsī Epanomī         | Nea Moudania         | Thiva                 | Īlysiakos         | Fivos Kremastis | Pannemeatikos |                 |                   |                   |
| 1973     | Nestos Chrysoupoli         | Niki Polygyros       | Achille Farsala       | Lamia             | Panaitōlikos    | Panarkadikos  | Syro            | Olympiakos Liosia | Apollon Mytilenes |
| 1974     | Ethnikos Sidirokastro      | Kozani               | Makedonikos Siatistas | Dimitra Trikala   | Patrasso        | Doxa Vyrona   | Moschato        | Diagoras          |                   |
| 1975     | Akrites Sykeon             | Kampaniakos          | Rigas Feraios         | Ethnikos Asteras  | Agios Dimitrios | Amfiali Pireo | Orfeas Egaleo   |                   |                   |
| 1976     | Kilkisiakos                | Apollōn Kalamarias   | Ethnikos Sidirokastro | Anagennisi Arta   | Nikī Volo       | Panīleiakos   | Kallithea       | Neos Irodotos     |                   |
| 1977     | Makedonikos                | Edessaïkos           | Thyella Serron        | Elassona          | Chalkis         | Mesolongi     | Agios Dimitrios | Ionikos           |                   |

### Dal 1977 al 1982 Ethniki Erasitechniki Kategoria
| Stagione  | Gruppo 1    | Gruppo 2            | Gruppo 3              | Gruppo 4           | Gruppo 5 | Gruppo 6 | Gruppo 7 | Gruppo 8       |
| --------- | ----------- | ------------------- | --------------------- | ------------------ | -------- | -------- | -------- | -------------- |
| 1977-1978 | Acharnaïkos | Olympiakos Loutraki | Makedonikos Siatistas | Agrotikos Asteras  |          |          |          |                |
| 1978-1979 | Vyzas       | Patrasso            | Eordaikos             | Panthrakikos       |          |          |          |                |
| 1979-1980 | Diagoras    | Pelopas Kiatou      | Pierikos              | Apollōn Kalamarias |          |          |          |                |
| 1980-1981 | Atromītos   | Panargeiakos        | Toxotis Volos         | Kozani             |          |          |          |                |
| 1981-1982 | Ionikos     | Eolikos Mytilenes   | Panīleiakos           | Levadeiakos        | Thiva    | Florina  | Langada  | Alexandroupoli |

### Dal 1983 al 2010 Gamma Ethniki
| Stagione  | Gruppo 1              | Gruppo 2             |
| --------- | --------------------- | -------------------- |
| 1982-1983 | Edessaïkos            |                      |
| 1983-1984 | Eolikos Mytilenes     | Almopos Arideas      |
| 1984-1985 | Panaitōlikos          | Kilkisiakos          |
| 1985-1986 | Charafgiakos Iliopoli | Xanthī               |
| 1986-1987 | Chalkis               | Edessaïkos           |
| 1987-1988 | Atromītos             | Makedonikos          |
| 1988-1989 | Edessaïkos            |                      |
| 1989-1990 | Proodeftikī           | Anagennīsī Giannitsa |
| 1990-1991 | Doxa Vyrona           | Naoussa              |
| 1991-1992 | Panaitōlikos          | Pontii Veria         |
| 1992-1993 | Kallithea             | Anagennīsī Karditsa  |
| 1993-1994 | Panīleiakos           | Panserraïkos         |
| 1994-1995 | Doxa Vyrona           | Kastoria             |
| 1995-1996 | Panaitōlikos          | Nikī Volo            |
| 1996-1997 | Ethnikos Asteras      | Anagennīsī Karditsa  |
| 1997-1998 | Ialiso Rodi           | PAS Giannina         |
| 1998-1999 | Egaleo                | Olympiakos Volos     |
| 1999-2000 | Akratītos             |                      |
| 2000-2001 | Patraïkos             |                      |
| 2001-2002 | Kerkyra               |                      |
| 2002-2003 | Poseidon Neon Poron   |                      |
| 2003-2004 | Kastoria              |                      |
| 2004-2005 | Thrasyvoulos          | GAS Veria            |
| 2005-2006 | Asteras Tripolīs      | Agrotikos Asteras    |
| 2006-2007 | Agios Dimitrios       | Pierikos             |
| 2007-2008 | Diagoras              | Kavala               |
| 2008-2009 | Īlioupolī             | Doxa Dramas          |
| 2009-2010 | Kallithea             | GAS Veria            |

### Dal 2010 al 2013 Football League 2
| Stagione  | Gruppo 1        | Gruppo 2           |
| --------- | --------------- | ------------------ |
| 2010-2011 | Panachaïkī      | Anagennīsī Epanomī |
| 2011-2012 | Apollōn Smyrnīs | Ethnikos Gazoros   |
| 2012-2013 | Fostiras        | Apollōn Kalamarias |

### Dal 2013 Gamma Ethniki
| Stagione  | Gruppo 1            | Gruppo 2        | Gruppo 3         | Gruppo 4         | Gruppo 5         | Gruppo 6       | Gruppo 7       | Gruppo 8                     |
| --------- | ------------------- | --------------- | ---------------- | ---------------- | ---------------- | -------------- | -------------- | ---------------------------- |
| 2013-2014 | Agrotikos Asteras   | Larissa         | Lamia            | Ermionidas-Ermis | Trachones Alimos | AEK Atene      |                |                              |
| 2014-2015 | Panserraïkos        | Trikala         | Panelefsiniakos  | Kissamikos       |                  |                |                |                              |
| 2015-2016 | Arīs Salonicco      | Aiginiakos      | Sparta           | OFI Creta        |                  |                |                |                              |
| 2016-2017 | Apollōn Kalamarias  | Apollon Larissa | Panachaïkī       | Ergotelīs        |                  |                |                |                              |
| 2017-2018 | Apollon Paralimnios | Īraklīs         | Tīlykratīs       | Volo             | Asteras Amaliada | Ethnikos Pireo | Aittitos Spata | Neos Irodotos                |
| 2018-2019 | Kavala              | PS Veria        | Kronos Argyradon | Olympiakos Volos | OF Ierapetra     | Ialiso Rodi    | Egaleo         | Enosi Panaspropyrgiakos/Doxa |

### Dal 2019 al 2021 Gamma Ethniki (come 4º livello)
| Stagione  | Gruppo 1      | Gruppo 2             | Gruppo 3            | Gruppo 4                | Gruppo 5          | Gruppo 6  | Gruppo 7          | Gruppo 8       | Gruppo 9  | Gruppo 10     |
| --------- | ------------- | -------------------- | ------------------- | ----------------------- | ----------------- | --------- | ----------------- | -------------- | --------- | ------------- |
| 2019-2020 | Panserraïkos  | Almopos Arideas      | Pierikos            | AEP Karagiannia         | Kallithea         | Rodos     | Asteras Vlachioti | Episkopī       |           |               |
| 2020-2021 | Orfeas Xanthi | Poseidon Michanionas | Anagennīsī Karditsa | Diagoras Stefaniovikios | Acheron Kanallaki | Paniōnios | Kīfisias          | Thyella Rafina | Zakynthos | Neos Irodotos |

### Dal 2021 Gamma Ethniki
| Stagione  | Gruppo 1            | Gruppo 2                 | Gruppo 3        | Gruppo 4          | Gruppo 5  | Gruppo 6    | Gruppo 7 |
| --------- | ------------------- | ------------------------ | --------------- | ----------------- | --------- | ----------- | -------- |
| 2021-2022 | Agrotikos Asteras   | Makedonikos              | Iraklis Larissa | Panachaïkī        | Īlioupolī | Proodeftikī | Rouf     |
| 2022-2023 | Kampaniakos         | Kozani                   | Tīlykratīs      | Eolikos Mytilenes | Giouchtas |             |          |
| 2023-2024 | Kavala              | Ethnikos Neou Keramidiou | Panargeiakos    | Paniōnios         |           |             |          |
| 2024-2025 | Nestos Chrysoupolis | Anagennīsī Karditsa      | Ellas Syrou     | Marko             |           |             |          |

## Plurivincitori[5]
| Club                | Titoli | Anni                                        |
| ------------------- | ------ | ------------------------------------------- |
| Agrotikos Asteras   | 4      | 1977-1978, 2005-2006, 2013-2014 e 2021-2022 |
| Anagennīsī Karditsa | 4      | 1992-1993, 1996-1997, 2020-2021 e 2024-2025 |
| Edessaïkos          | 3      | 1982-1983, 1986-1987 e 1988-1989            |
| Panaitōlikos        | 3      | 1984-1985, 1991-1992 e 1995-1996            |
| Apollōn Kalamarias  | 3      | 1979-1980, 2012-2013 e 2016-2017            |
| Pierikos            | 3      | 1979-1980, 2006-2007 e 2019-2020            |
| Kallithea           | 3      | 1992-1993, 2009-2010 e 2019-2020            |
| Panserraïkos        | 3      | 1993-1994, 2014-2015 e 2019-2020            |
| Panachaïkī          | 3      | 2010-2011, 2016-2017 e 2021-2022            |
| Eolikos Mytilenes   | 3      | 1981-1982, 1983-1984 e 2022-2023            |
| Kavala              | 3      | 2007-2008, 2018-2019 e 2023-2024            |
| Levadeiakos         | 2      | 1965-1966 e 1981-1982                       |
| Atromītos           | 2      | 1980-1981 e 1987-1988                       |
| Panīleiakos         | 2      | 1981-1982 e 1993-1994                       |
| Doxa Vyrona         | 2      | 1990-1991 e 1994-1995                       |
| Kastoria            | 2      | 1994-1995 e 2003-2004                       |
| Diagoras            | 2      | 1979-1980 e 2007-2008                       |
| GAS Veria           | 2      | 2004-2005 e 2009-2010                       |
| Ergotelīs           | 2      | 1965-1966 e 2016-2017                       |
| Ialiso Rodi         | 2      | 1997-1998 e 2018-2019                       |
| Egaleo              | 2      | 1998-1999 e 2018-2019                       |
| Almopos Arideas     | 2      | 1983-1984 e 2019-2020                       |
| Neos Irodotos       | 2      | 2017-2018 e 2020-2021                       |
| Makedonikos         | 2      | 1987-1988 e 2021-2022                       |
| Proodeftikī         | 2      | 1989-1990 e 2021-2022                       |
| Īlioupolī           | 2      | 2008-2009 e 2021-2022                       |
| Kozani              | 2      | 1980-1981 e 2022-2023                       |
| Tīlykratīs          | 2      | 2017-2018 e 2022-2023                       |
| Paniōnios           | 2      | 2020-2021 e 2023-2024                       |
| Panargeiakos        | 2      | 1980-1981 e 2023-2024                       |